# Svárov (kraj środkowoczeski)
Svárov – wieś i gmina w Czechach, w powiecie Kladno, w kraju środkowoczeskim. Według danych z dnia 1 stycznia 2014 liczyła 568 mieszkańców.